# Parafia św. Bartłomieja Apostoła w Kielczy
Parafia św. Bartłomieja Apostoła w Kielczy – parafia rzymskokatolicka, znajdująca się w diecezji opolskiej, w dekanacie Zawadzkie.

## Historia
Kielcza ok. 1305 roku była wzmiankowana w Księdze uposażeń biskupstwa wrocławskiego Liber fundationis episcopatus Vratislaviensis. W 1376 roku pojawiły się pierwsze wzmianki o parafii i kościele, w składzie archiprezbiteratu toszeckiego. W 1679 roku według sprawozdania wizytacyjnego kościół był murowany. 20 lat później zbudowano kościół drewniany. W 1747 roku poświęcono kolejny kościół drewniany, który w 1777 roku został zniszczony przez wichurę. 
W latach 1777–1779 przy wsparciu hr. Filipa Colonny, zbudowano obecny murowany kościół w stylu późnobarokowym, którego konsekracji w 1816 roku dokonał bp Emanuel Szymoński. W 1826 roku dobudowano boczną kruchtę. W latach 1831–1832 zbudowano wierzę. W 1867 roku do parafii należały: Kielcza, Żędowice, Zawadzkie, Borowiany, Świerkle i Bemowskie.
Ks. Paweł Michna został starokatolikiem współpracujący z państwem, który 20 stycznia 1877 zwołał do Kielczy tzw. „pierwszy sobór księży rządowych” sprzeciwiających się uchwałom Soboru Watykańskiego II, na który przybyło tylko 5 księży. Wierni uczęszczali do kościołów w Wielowsi i Wiśniczu. Gdy ks. Paweł Michno popełnił samobójstwo, w 1877 roku proboszczem został ks. Ignacy Talaczyński również starokatolik. W 1885 roku do parafii został skierowany ks. Józef Wajda, ale rezydował w Żędowicach i dopiero w 1888 roku po wyjeździe ks. Ignacego Talaczyńskiego, przejął parafię w Kielczy.
W 1889 roku dobudowano „babinicę” - kruchtę boczną z chórkiem oraz przedsionek z wejściem na chór. W latach 1937–1957 przeprowadzono generalny remont kościoła.
Na terenie parafii jest 2 021 wiernych.
Proboszczowie parafii:
1651–1655. ks. Melchior Franz Woitzik-Foyt.
1673–1689. ks. Bonawentura Zajonczewski.
1692–1693. ks. Szymon Nowak.
1693–1705. ks. Jan Kozielek.
1705–1722. ks. Piotr Łaziński.
1722–1723. ks. Grzegorz Miazga.
1723–1726. ks. Jakub Rzepka.
1726–1727. ks. Jerzy Jędrysik.
1727–1755. ks. Maciej Burda.
1755–1760. ks. Jan Gabriel.
1778–1784. ks. Tomasz Schyska.
1784–1786. ks. Tomasz Denia.
1786–1818. ks. Franciszek Heisig.
1818–1825. ks. Wawrzyniec Szczepanik.
1825–1840. ks. Franciszek Heisig (po raz drugi).
1840–1877. ks. Paweł Michna (Starokatolik).
1877–1888. ks. Ignacy Talaczyński (Starokatolik).
1888–1922. ks. Józef Wajda.
1922–1923. ks. Leon Urbański.
1923–1945. ks. Jozeph Schroda.
1945–1958. ks. Franciszek Białas.
1958–1988. ks. Wincenty Guzik.
1988–1995. ks. Jan Gurba.
1995– nadal ks. Jan Wypiór.